# منیاره
منیاره (به عربی: منيارة) یک منطقهٔ مسکونی در لبنان است که در شهرستان عکار واقع شده‌است.